# Mahmoud Elyes Hamza
Mahmoud Elyes Hamza (arabe : محمود إلياس حمزة), né le 13 juin 1958 à Mahdia, est un universitaire et homme politique tunisien. Il occupe le poste de ministre de l'Agriculture, des Ressources hydrauliques et de la Pêche d'octobre 2021 à janvier 2023.

## Biographie
Après avoir obtenu son doctorat de l'Institut national agronomique Paris-Grignon en 1987, il revient dans son pays natal où il dirige, de 2007 à 2009, l'Institut supérieur des études préparatoires en biologie et géologie de La Soukra, avant de prendre la direction de l'Institut national agronomique de Tunisie.
De 2015 à 2018, il préside la commission nationale des concours pour l'entrée aux cycles de formation d'ingénieurs. Le professeur occupe également le poste de président de l'Institution de la recherche et de l'enseignement supérieur agricoles.
Il est également professeur d'enseignement supérieur, spécialisé en génie rural, des eaux et des forêts à l'Institut national agronomique de Tunisie.
Le 11 octobre 2021, il est nommé ministre de l'Agriculture, des Ressources hydrauliques et de la Pêche dans le gouvernement de Najla Bouden. Le 30 janvier 2023, il est limogé et remplacé par Abdelmonem Belaâti.